# Liste der Monuments historiques in Ormes (Aube)
Die Liste der Monuments historiques in Ormes führt die Monuments historiques in der französischen Gemeinde Ormes auf.

## Liste der Objekte
| Bezeichnung                 | Beschreibung                                                 | Standort                         | Kennzeichnung | Schutzstatus | Datum | Bild |
| --------------------------- | ------------------------------------------------------------ | -------------------------------- | ------------- | ------------ | ----- | ---- |
| Skulptur Heiliger Rochus    | Kalkstein, farbig gefasst, 16. Jahrhundert                   | in der Kirche St-Gengoult (Lage) | PM10001439    | Classé       | 1980  |      |
| Gemälde Heiliger Gangolf    | Ölfarbe auf Leinwand, 18. Jahrhundert                        | in der Kirche St-Gengoult (Lage) | PM10005216    | Inscrit      | 2013  |      |
| Skulptur Heiliger Balsemius | Kalkstein, farbig gefasst, 16. Jahrhundert                   | in der Kirche St-Gengoult (Lage) | PM10005217    | Inscrit      | 2013  |      |
| Relief Kreuzigung           | Kalkstein, farbig gefasst, erste Hälfte des 16. Jahrhunderts | in der Kirche St-Gengoult (Lage) | PM10001436    | Classé       | 1911  |      |
| Pietà                       | Kalkstein, farbig gefasst, 16. Jahrhundert                   | in der Kirche St-Gengoult (Lage) | PM10001437    | Classé       | 1911  |      |
| Kirchenfenster              | aus dem 16. Jahrhundert                                      | in der Kirche St-Gengoult (Lage) | PM10001438    | Classé       | 1913  |      |
| Skulptur Heiliger Gangolf   | Kalkstein, farbig gefasst, 16. Jahrhundert                   | in der Kirche St-Gengoult (Lage) | PM10004830    | Inscrit      | 1979  |      |